# スタディオ・ヨルギオス・カライスカキス
スタディオ・ヨルギオス・カライスカキス （ギリシア語: Γήπεδο Γεώργιος Καραϊσκάκης）は、ギリシャ・ピレウスにあるサッカー競技施設で、オリンピアコスFCの本拠地。施設の名称は、ギリシャ独立戦争の英雄であるゲオルギオス・カライスカキスがこの地で重傷を負ったという話に因んで付けられた。日本語では、カライスカキス・スタジアムやヨルギオス・カライスカキス・スタジアムなどと呼ばれることもある。

## 概要

### 歴史
1896年の夏季オリンピックでは、この施設はネオ・ファレーロン・ベロドロームとして自転車競技に利用され、フランスのポール・マソンがトラックレースで3つの金メダルを獲得した。
1960年代に改修が行われた後、2004年にはオリンピックのサッカー競技開催のために全面的な改修を行い、収容人数32,500人の全席座席式スタジアムとなった。
スタジアムは一度完全に解体され、同じ土地の別の方向に新しい施設が再度建設された。オリンピック開催に間に合わせるため、この再建作業は14ヶ月間という記録的な短期間で行われた。

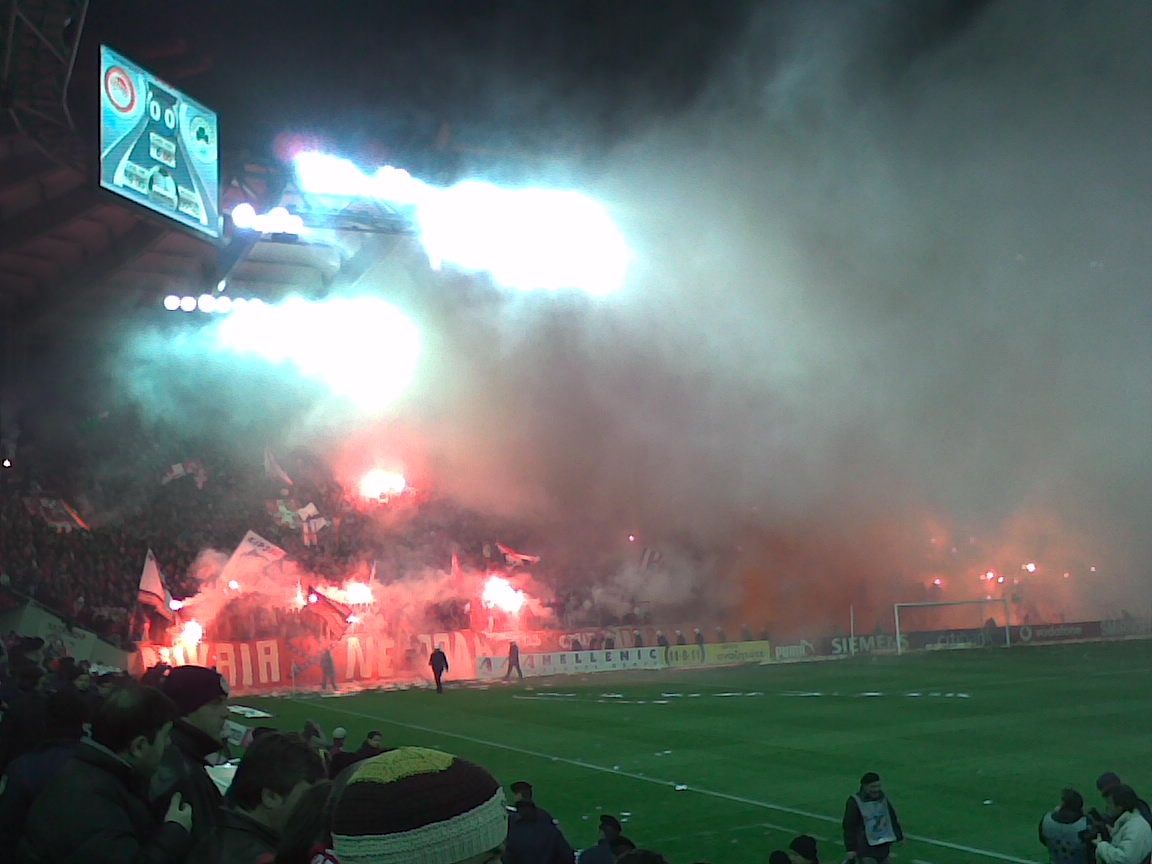
新スタジアムのゲート7。画像は2006年1月15日のオリンピアコスFC対パナシナイコスFCの試合前のもので、ギリシャ最大のダービー・マッチの1つとされる。

1998年に一度契約が終了した後、オリンピアコスFCは2003年から2052年までの49年間の予定でこのスタジアムを再び使用し始め、このスタジアムは真の本拠地であると伝統的に認識されている。2002年、オリンピアコスFCの会長であるSocratis Kokkalisはスタジアム再建の発表の際に、カライスカキスはオリンピアコスFC・エスニコス・ピレウスFCどちらにとっても歴史的な本拠地であるとして、希望があった場合は新しいスタジアムをエスニコスFCとの共同使用にしたいとの考えを表明した。したがって、スタジアムとオリンピアコスFCの所有者となっているギリシャオリンピック委員会が署名した契約には、「エスニコスFCがカライスカキスへの復帰希望を表明した場合、同クラブは重大な補修またはその他のスタジアムに関する経費を負担することなく復帰することができ、これらの費用はオリンピアコスFCが負担する。」という条項が盛り込まれた。ただ、2010-11年シーズン現在、エスニコスFC側はこれに同意していない。

### 売り上げ
観戦チケットの平均売り上げはここ数十年間は他のギリシャ・スーパーリーグ所属チームと比べてどこよりも多く（まれに2万5千を切ることもある）、当面はこの水準から落ちることはないと予想される。
国家代表チームの試合についても高い売り上げを記録しているが、これは2004年の欧州選手権でのギリシャチームの活躍によるところが大きい。2008年の欧州選手権でのギリシャチームの不甲斐ない戦いもあって、2008年以降は国家代表戦の観戦者は大幅に減少し、それによりスポーツ省（Ministry of Sport）は会場をイラクリオンへと移すことを決定した。

### スポーツ以外での用途
2005年6月、カライスカキスは20×10メートルのシネマ・スクリーンを有した映画館（Cine Karaiskakis）として毎日午後9時から11時（UTC時間では6時から8時）に営業され、その後は週末の営業となった。この映画館ではバットマン ビギンズなどの映画が上映された。このスタジアムの映画館の営業は2005年8月13日の土曜日をもって終了した。
加えて、リアーナ, エアロスミス、エヴァネッセンス、50セント、スコーピオンズ、ホワイトスネイク、デフ・レパードなどのアーティストがこのスタジアムでショーを開いた。

### スタジアムでの惨事
1981年2月8日のオリンピアコスFC対AEKアテネFC（試合結果は6対0）の試合後、21人のサポーターがゲート7（Θύρα 7）で命を落とし、この事件はカライスカキス・スタジアムの惨事として広く知られている。この事件の記憶を受けて、今ゲート7がある観客席では一部の座席の色が黒から赤に塗り替えられて数字の7が形作られ、一方で、スタジアムの東側にはこの日死亡した21人のサポーターの名前が刻まれた碑が設置されている。

## スタジアムの特徴

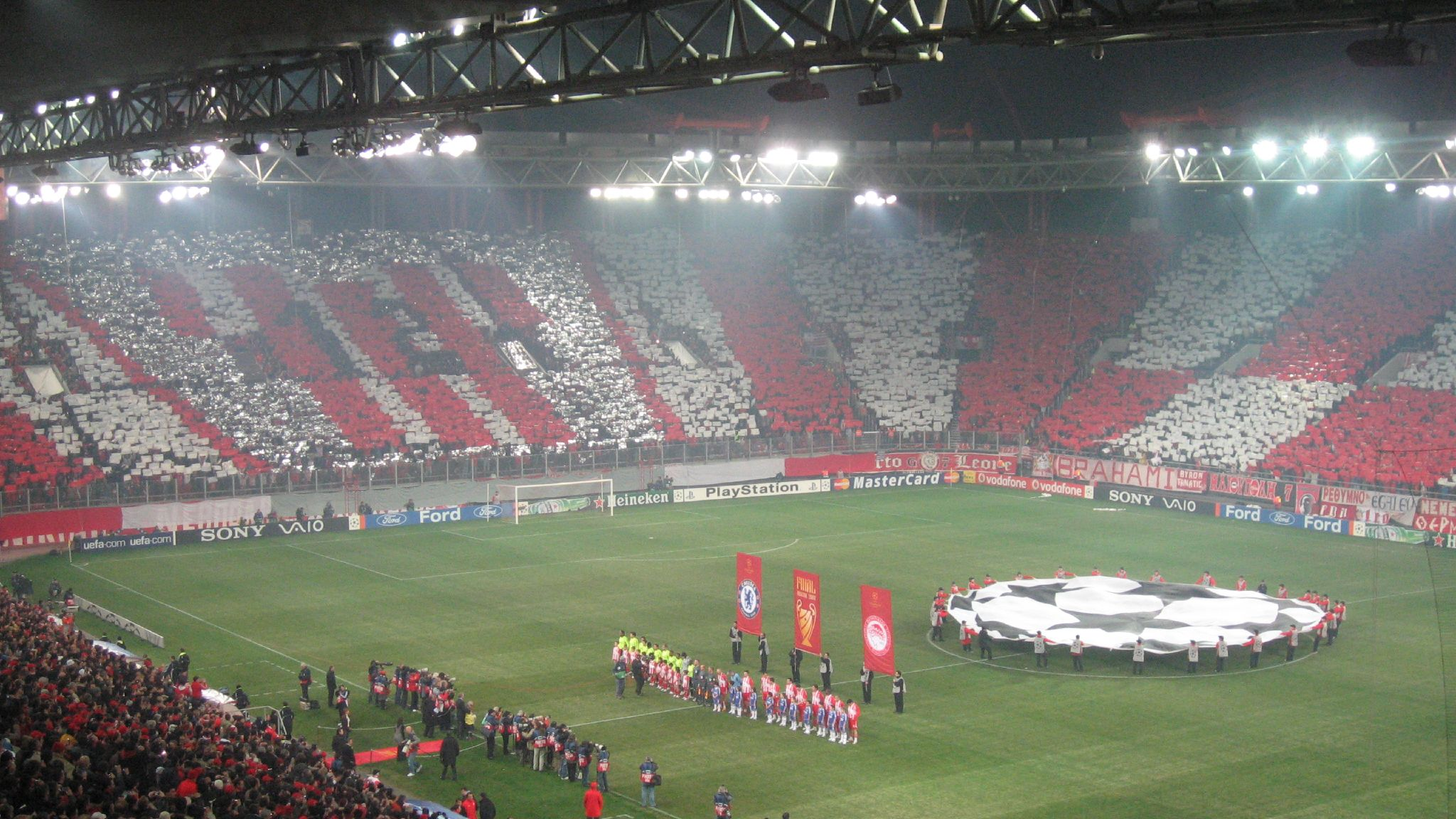
UEFAチャンピオンズリーグ 2007-08でのオリンピアコスFC対チェルシーFCの試合

カライスカキスは、欧州サッカー連盟により4つ星スタジアムに認定されており、指定された場合はUEFAヨーロッパリーグの決勝を開催することもできる。スタジアム内には、472人収容のVIPラウンジ及びスイート、130席の記者会見場、200席の報道メディア席、レストラン・カフェ・小売店・衣料品店が収容されたショッピングモール、ジム、オリンピアコスCFPの歴史を紹介する博物館がある。スタジアムの周囲10箇所には、インターネットや電話でのチケット購入者向けの自動発券機が設置されている。さらに、追加料金なしで駐車することのできる駐車場が2千5百台分用意されている。現代的に設計された観客席は、わずか7分で空席にできるようになっている。スタジアムにあるレストランや商店は、試合やコンサートの間だけでなく、時たまギリシャの一般的な日常スケジュールに沿って営業されることもある。
スタジアムへは、市街地より20分の地下鉄ファレーロン駅（station Faliro）や、アテネから約40分の公共交通機関のSEF駅（station S.E.F.）を利用すれば容易にアクセスできる。